# Grabówko (województwo kujawsko-pomorskie)
Grabówko – (niem. Grabowko, 1942–1945 Gerbau) wieś w Polsce położona w województwie kujawsko-pomorskim, w powiecie świeckim, w gminie Pruszcz. Według spisu powszechnego z 31 marca 2011 roku wieś liczyła 126 mieszkańców. 
W latach 1975–1998 miejscowość administracyjnie należała do województwa bydgoskiego.
Miejscowość leży na terenie Nadwiślańskiego Parku Krajobrazowego u wylotu projektowanego rezerwatu przyrody Parowu Cieleszyńskiego.